# 유니섹스
유니섹스(unixsex)는 성별에 구애받지 않는, 즉 모든 성별에 적합하다는 것을 나타내는 형용사이다. 이 용어는 젠더 블라인드 또는 성 중립성을 의미할 수도 있다.
'유니섹스'라는 용어는 1960년대에 만들어졌으며 상당히 비공식적으로 사용되었다. 접두사 uni-는 라틴어 unus에서 유래했으며, 하나 또는 단일이라는 뜻이다. 그러나 '유니섹스'는 united 및 universal과 같은 단어의 영향을 받은 것으로 보이며, 여기서 uni-는 관련 의미인 '공유된'을 취한다. 따라서 유니섹스는 성별이 공유한다는 의미이다.

## 예시
모든 성별을 대상으로 하는 헤어 스타일리스트 및 미용실은 종종 유니섹스로 불린다. 이는 의류 매장이나 미용 제품 등 전통적으로 성별로 구분되었던 다른 서비스 및 제품에서도 일반적이다. 공중화장실은 일반적으로 성별격리되지만, 그렇지 않은 경우에는 혼성 화장실이라고 불린다. 유니섹스 의류에는 티셔츠와 같은 의류가 포함되며, 다른 의류의 경우 성별에 따라 다양한 핏에 맞춰 제작될 수 있다(예: 청바지). 다양한 성별의 수영객들이 수영장이나 레크리에이션 시설을 공유하는 것을 일반적으로 혼성 수영이라고 한다. 학교가 다양한 성별의 학생들을 입학시키는 경우, 남녀공학 또는 혼성 학교라고 불릴 수 있다.

## 같이 보기
- 혼성 교육
- 혼성 화장실
- 성 역할